# Liszki (gmina)
Liszki est une gmina rurale du powiat de Cracovie, Petite-Pologne, dans le sud de la Pologne. Son siège est le village de Liszki, qui se situe environ 13 km à l'ouest de la capitale régionale Cracovie.
La gmina couvre une superficie de 72,03 km2 pour une population de 15 636 habitants.

## Géographie
La gmina inclut les villages de Baczyn, Budzyń, Cholerzyn, Chrosna, Czułów, Jeziorzany, Kaszów, Kryspinów, Liszki, Mników, Morawica, Piekary, Rączna et Ściejowice.
La gmina borde la ville de Cracovie et les gminy de Czernichów, Krzeszowice, Skawina et Zabierzów.